# Eitarō Mabuchi
Pour les articles homonymes, voir Mabuchi.
Eitarō Mabuchi (馬淵 鋭太郎, Mabuchi Eitarō), né le 22 février 1867 dans le domaine de Kanō, dans la province de Mino, et mort le 13 septembre 1943, est un fonctionnaire et homme politique japonais, successivement gouverneur des préfectures de Yamagata, Yamaguchi, Mie, Hiroshima et de Kyoto, puis maire de Kyoto.

## Biographie
Eitarō Mabuchi naît le 18e jour du 1er mois de la 3e année de l'ère Keiō dans le domaine de Kanō, province de Mino,. Il est le fils aîné du samouraï Mabuchi Munemasa (馬淵 致正). En 1893, il reçoit son bachelor of Laws de la faculté de droit de l'université impériale de Tokyo et devient par la suite suppléant au ministère de l'Intérieur, avant d'être officiellement promu en tant qu'employé du ministère de l'Intérieur.
Il sert par la suite comme conseiller gouvernemental dans la préfecture de Hyōgo, puis dans les préfectures de Nara et de Kyoto, puis en tant que secrétaire gouvernemental dans les préfectures de Tochigi, Yamaguchi et Nagasaki. En 1906, il devient gouverneur de la préfecture de Yamagata, puis en 1912 devient gouverneur de la préfecture de Yamaguchi. En avril 1914, il est nommé gouverneur de la préfecture de Mie. En avril 1916, il devient gouverneur de la préfecture de Hiroshima, puis de la préfecture de Kyoto à partir de mai 1918,. En tant que gouverneur de la préfecture de Kyoto, il approuve le 21 juin 1920 la création de l'école Seian de Couture (ja) (成安裁縫学校) à Shinkōtari (ja), qui deviendra plus tard le Collège Seian d'Art et de Design. Il propose aussi plusieurs projets d'envergure préfectorale comme un projet d'approvisionnement en eau et en électricité à l'échelle de la préfecture, le remblayage du polder d'Oguraike (ja) (巨椋池) et la création d'un port de pêche dans la région du Tango entre autres, et travaille à la résolution des émeutes du riz de 1918. Son mandat permet la modernisation des industries locales et le réaménagement du fleuve Yodo. Le conseil municipal, en branle dû au départ précipité du précédent maire Andō Kensuke en décembre 1920, le prie de quitter son poste pour devenir maire de Kyoto. Connu comme un homme chaleureux, il accepte de quitter son poste de gouverneur en juillet 1921,. Le 22 juillet, il prend officiellement fonction en tant que maire de Kyoto,. Durant son mandat de maire, il promeut la création d'un marché central et la tenue d'une cérémonie de commémoration des 50 ans de l'exposition internationale de 1872. Il démissionne soudainement lui aussi de son poste de maire en septembre 1924, et est accordé le titre de Kinkeinoma Shikō (ja) (錦鶏間祗候),. Il déménage par la suite dans la préfecture de Tokyo, dans le quartier Udagawa (ja) du bourg de Shibuya (ja) (澁谷町), dans le district de Toyotama (ja). Il meurt le 13 septembre 1943 à l'âge de 76 ans.
Il épouse Yoshi (よし), fille de Mori Nobuyoshi (森 信義), avec qui il a un fils et cinq filles. Il devient chef de famille à la mort de son père en 1912. Sa seconde fille épouse le fonctionnaire Itō Enkichi (ja) (伊東 延吉).

## Distinctions
- Médaille commémorative de la Grande cérémonie (ja) (大礼記念章), le 10 novembre 1915[11]
- Ordre du Soleil levant seconde classe, le 1er novembre 1920[12]
- Médaille commémorative du Premier recensement (ja) (第一回国勢調査記念章), le 1er juillet 1921[13]
- Médaille commémorative du 2600e anniversaire de la fondation de la Nation (ja) (紀元二千六百年祝典記念章), le 15 août 1940[14]
- Membre de la Cour du Japon (ja), 4e rang supérieur le 20 novembre 1916[15], 3e rang inférieur le 18 août 1921[15]

## Publications
- (ja) 国民精神ノ振興ト国史教育, auto-publication,‎ 1918 (lire en ligne).
- (ja) Dudley Heathcote (trad. Eitarō Mabuchi), 新欧洲『ムッソリニ』の新国家観, auto-publication,‎ 1926, 16 p.[16]